# Charles Eugène de Croÿ
Pour les autres membres de la famille, voir Famille de Croÿ.
Charles Eugène de Croÿ (prononcé /ʃaʁl øʒɛn də kʁwi/ ; en allemand : Herzog Carl Eugen de Croÿ ; en russe : Карл Евгений де Круа), né au Rœulx dans le Hainaut en 1651 et mort à Tallinn en 1702, est un maréchal du Saint-Empire et de l'Empire russe.

## Famille

### Ascendance
Charles Eugène de Croÿ est un lointain descendant d'Antoine Ier le Grand de Croÿ. Il est né au sein de la noblesse du Hainaut dans la famille de Croÿ. Il est le fils de Jacques Philippe de Croÿ, prince de Croÿ (1614-1685), seigneur de Rœulx, et de la comtesse Johanna van Bronckhorst-Batenburg (née en 1627), fille de Johann Jakob von Bronckhorst-Batenburg (de) (1582-1630).

### Mariage
Charles Eugène de Croÿ épouse en 1681 la comtesse Juliana van den Bergh (née le 20 janvier 1638 à Zutphen, dans la région de Gueldre, aux Pays-Bas et morte en octobre 1714), fille du comte Henri de Bergh (1573-1638) et de sa deuxième épouse, la comtesse Hieronyma Katharina von Spaur und Flavon (1600-1683). Le couple n'aura pas d'enfant.

## Carrière militaire

### Au service de la couronne danoise
Avec le début de la guerre de Scanie (1675) qui oppose la Suède au Danemark, Charles Eugène de Croÿ se porte volontaire dans l'armée danoise. En 1676, à son arrivée de Sélande, il est nommé colonel et commandant du régiment Degenfeld (de), et participe au siège et à la prise de Landskrona et Kristianstad, puis à la bataille de Lund (1676).
Après cela, le régiment est dissous et fusionne avec le régiment de la garde royale (en). Charles Eugène de Croÿ, insulté par la dissolution de son régiment, cause de nombreuses difficultés. Enfin, au début de l'année 1677, il reçoit le commandement d'un régiment national sélandais, qui est transféré en Scanie en mai, au même moment où il est nommé général de division.
Lors du siège de Malmö, le jeune général commande l'une des trois colonnes d'attaque et est grièvement blessé lors de l'assaut raté du 25 juin. En novembre de la même année, s'étant remis de ses blessures, le duc de Croÿ est nommé gouverneur de la ville de Landskrona, principal bastion danois pendant toute la guerre. Malheureusement, il est devenu assez impopulaire en raison de ses grandes manières continentales, et est remplacé par Hans Wilhelm von Meerheim (da) moins d'un mois plus tard.

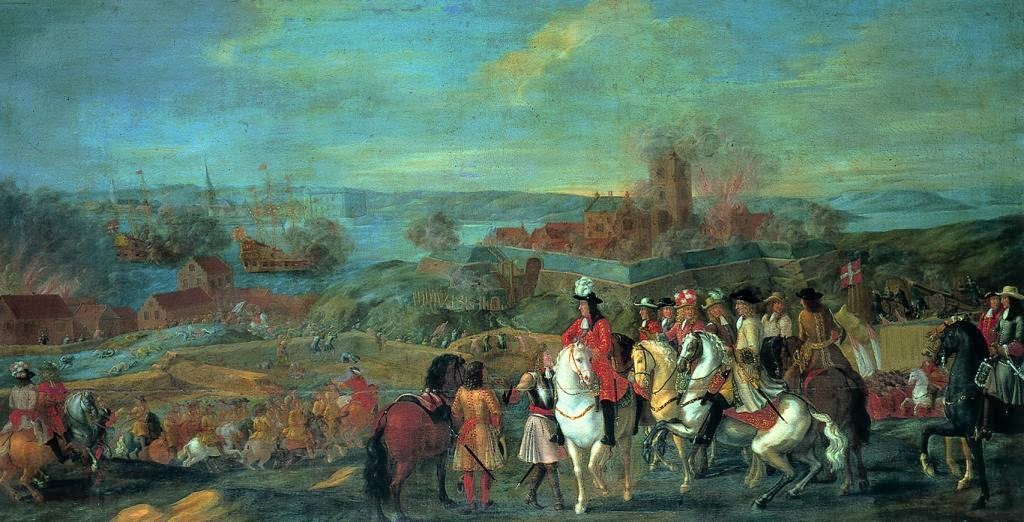
La Prise d'Helsinborg, par (1688), au musée national d'histoire du château de Frederiksborg

En juin 1678, il participe au siège d'Helsinborg (no), qu'il capture grâce à une lettre falsifiée, écrite au nom de Charles XI dans le langage codé qu'utilisent alors les Suédois, pour piéger le commandant suédois de la place forte. En remerciement de ce fait d'armes, lorsque l'armée prend ses quartiers d'hiver en octobre, il reçoit le grade de lieutenant général et le poste de commandant d'Helsingborg.
Sa participation ultérieure à la campagne est de moindre importance, et lorsque la paix de Fontainebleau est conclue en 1679, il quitte probablement le Danemark pour chercher fortune ailleurs.
De Croÿ épouse la comtesse Juliana van den Bergh en 1681.

### Au service du Saint-Empire

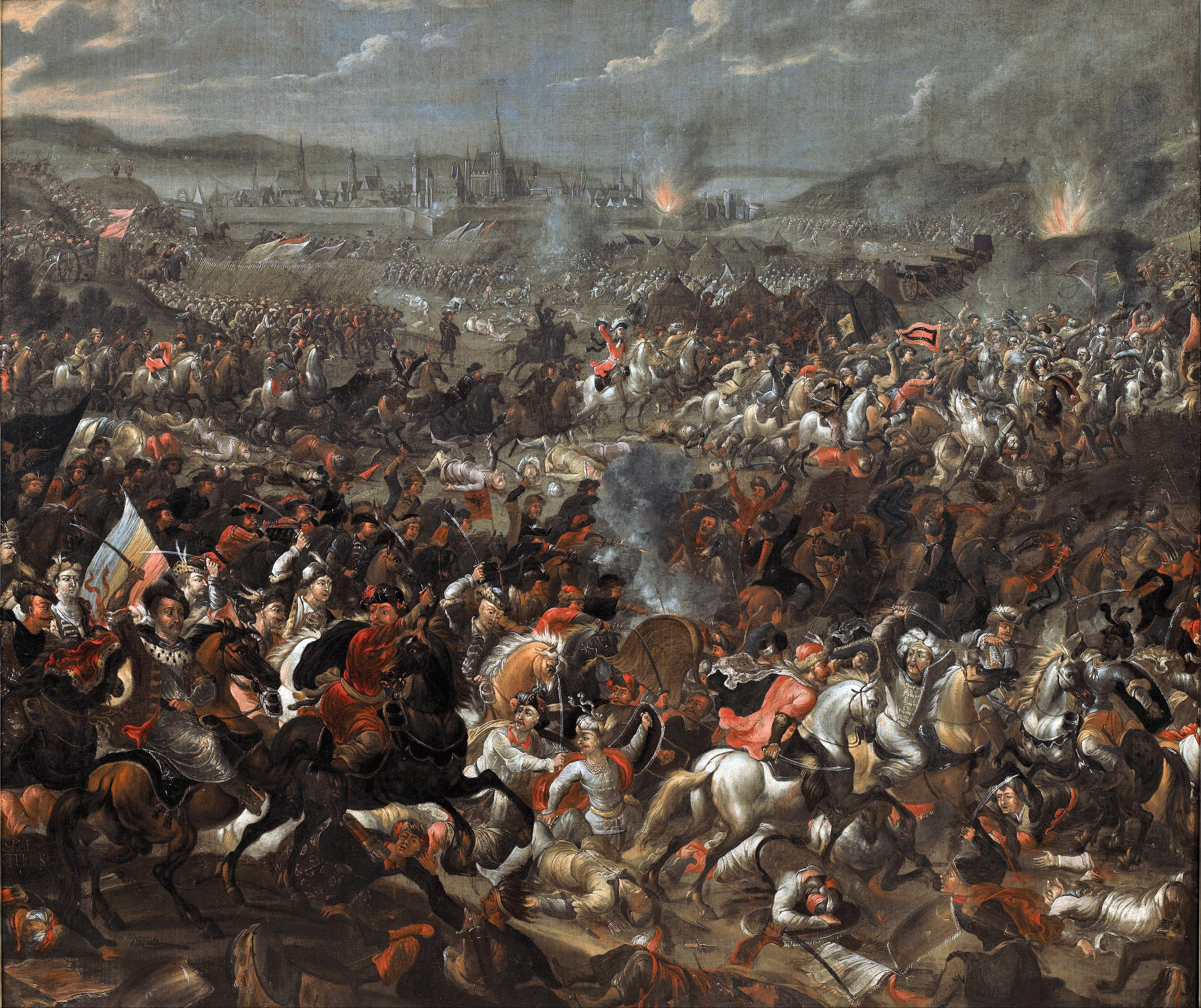
La Bataille de Vienne, par Gonzales Franciscus Casteels (1683-1685), palais de Wilanów

Le 4 mai 1682, il est accepté au service de l'armée impériale du Saint-Empire avec le grade de Generalfeldwachtmeister, et est promu au rang de Feldmarschall-Leutnant à partir du 5 février 1683. Il participe à la guerre contre les Turcs en défendant la ville de Vienne. Le 29 novembre 1683, il est nommé Feldzeugmeister. Ensuite, il se distingue à la bataille de Gran (Esztergom) (de) (1685), où il commande l'aile droite de l'armée impériale, et participe à la prise d'Offen (Buda) (1686).
En 1687, l'empereur Léopold Ier le nomme commandant des compagnies militaires de Transylvanie, qu'il quitte à la fin de l'année.
Le 17 décembre 1688, il est nommé Feldmarschall.
En 1689, après la mort de Johann Joseph von Herbenstein (d), il devient commandant de la frontière militaire croate à Karlstadt (Karlovac). Le duc Croÿ reste peu de temps à Karlovac, où il est remplacé par le grand-capitaine de Senj, le comte Rudolf Edling. En effet, dès 1689, il dirige les troupes impériales en Bulgarie et en Serbie, où il combat les Turcs lors de la bataille de Niš. L'année suivante, en 1690, il repousse les Turcs qui tentent de s'emparer d'Osijek.
La même année, il est contraint de livrer Belgrade à l'ennemi : voulant la défendre de l'énorme armée turque qui l'assiège sous le commandement du Grand Vizir Mustafa Köprülü, le duc de Croÿ en réchappe à peine. Restant ensuite pendant une courte période sur le territoire croate, il reprend aux Turcs des terres en Corbavie et sécurise des territoires récupérés par son prédécesseur Herberstein.
Plus tard, le duc de Croÿ combat de nouveau en Slavonie et en Hongrie contre les Turcs sous les ordres du duc Louis-Guillaume de Bade-Bade : en 1691, il participe à la bataille de Slankamen et conquiert Brod et Gradiška. En 1692, il fonde la puissante forteresse de Petrovaradin à Novi Sad.
En 1693, il remplace le margrave Louis-Guillaume de Bade-Bade au poste de commandant en chef de l'armée en Hongrie, assiège Belgrade (de), mais est contraint de battre en retraite avec de lourdes pertes.
Avec le traité de Karlowitz qui marque la fin de la Grande guerre turque, le Saint-Empire décide de se passer des fonctions de Charles Eugène de Croÿ.

### Au service d'Auguste II
En 1698, il arrive à Amsterdam auprès du tsar russe Pierre le Grand, qui parcourt l'Europe dans le cadre de sa Grande Ambassade. Doté d'une lettre de recommandation de l'empereur Léopold Ier (datée du 25 août 1696), le duc de Croÿ est invité à rejoindre l'armée du tsar. Cependant, il préfère entrer, avec un groupe d'officiers étrangers, au service de l'électeur de Saxe et du roi de Pologne Auguste II avec le grade de maréchal.

### Au service de la Russie

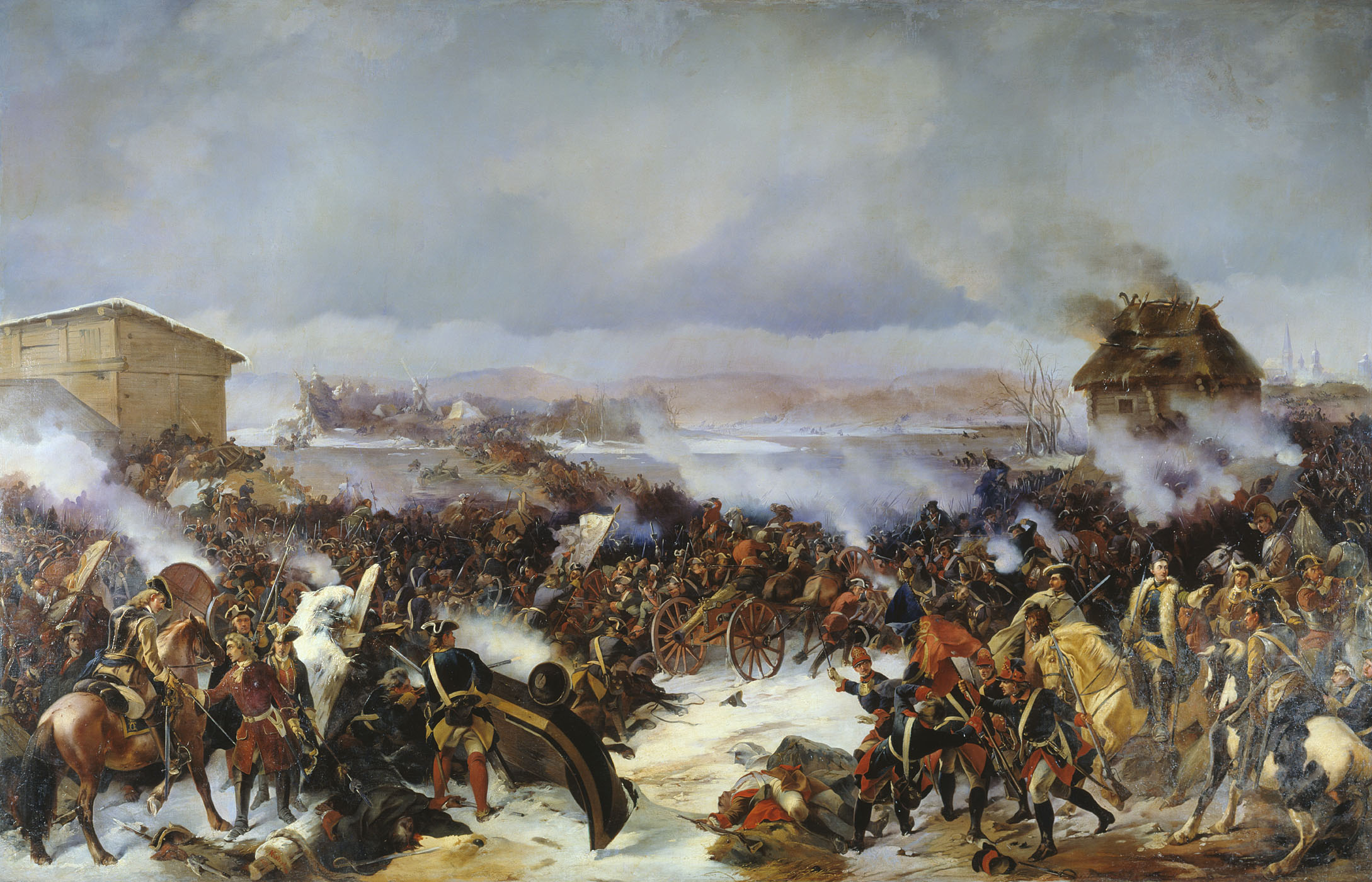
La Bataille de Narva, tableau d'Alexandre von Kotzebue

En août 1700, il est envoyé en mission diplomatique à Novgorod, chez Pierre le Grand (avec une demande d'envoi d'un corps auxiliaire de 20 000 hommes). En manque de commandants expérimentés, Pierre garde le duc de Croÿ à ses côtés et l'emmène en campagne contre Narva. En quittant le camp militaire le 18 novembre 1700 (29 novembre dans le calendrier grégorien), Pierre le persuade de devenir le chef de l'armée russe, et lui octroie le grade de maréchal (non documenté), après quoi le tsar ainsi que le maréchal Fiodor Golovine quittent l'armée russe.
Selon les mémoires de Ludwig Nikolaus von Hallart (de), le duc de Croÿ a résisté à cette nomination, mais n'a pas pu tenir tête au monarque : « Ainsi le commandement de toutes les troupes fut confié au Duc de Croÿ, au titre de Feld-maréchal, et bien que le Duc tentât de se soustraire à ce commandement, Sa Majesté n'accepta pas ses arguments, car même avant cela, Son intention était de confier ce commandement au Duc, ce qui avait été retardé du fait de certaines circonstances. »,. Les réticences de Croÿ sont justifiées : il ne parle pas russe, ne connaît pas les officiers russes sous ses ordres et a donc des difficultés à transmettre ses ordres. De plus, il n'est pas d'accord avec le déploiement des troupes russes dont il hérite.
Pendant ce temps, l'armée suédoise sous le commandement du roi suédois Charles XII s'est approchée de Narva, et le 19 novembre 1700 (30 novembre dans le calendrier grégorien) attaque par surprise le camp russe situé non loin. Les régiments russes, mal entraînés, sont rapidement dispersés. Selon Alexandre Viktorovitch Bespalov, le duc de Croix refuse la seule proposition correcte avancée lors de l'assemblée du conseil militaire par Boris Cheremetiev : compte tenu de la position tendue de l'armée russe, laisser une partie des troupes bloquer la ville, et amener le reste de l'armée sur le terrain et livrer bataille. Au contraire, à l'initiative du duc de Croÿ, il est décidé de rester en place, ce qui laisse l'initiative entre les mains du roi de Suède et condamne l'armée russe à la défaite.
Pendant la bataille, le nouveau commandant en chef et d'autres officiers étrangers au service de la Russie se retrouvent entre deux feux : menacés non seulement par l'ennemi, mais aussi par des soldats russes en colère contre la défaite imminente, Charles Eugène de Croÿ préfère la captivité suédoise à la mort.
Selon la légende, le jour de la bataille de Narva, fuyant à travers les marais ses propres soldats qui ont commencé à battre des officiers étrangers aux cris de « Les Allemands sont des traîtres ! », le duc de Croÿ aurait cassé son épée et se serait écrié : « Laissez le diable combattre lui-même cette engeance ! ». Par « engeance » (en russe : сволочь), le maréchal vise l'armée russe que lui a remise Pierre le Grand. Comme principales raisons de la défaite, il évoque le manque d'armes, d'équipement, de discipline et surtout le manque d'entraînement et d'expérience des soldats russes (ou comme les appelaient les pamphlétaires européens contemporains, les « moujiks à mousquet »).
De son côté, Pierre ne blâme pas le duc pour la défaite. Il aurait dit que s'il avait mis de Croÿ aux commandes de l'armée de Narva deux semaines plus tôt, la défaite ne se serait pas produite.

### Fin de vie

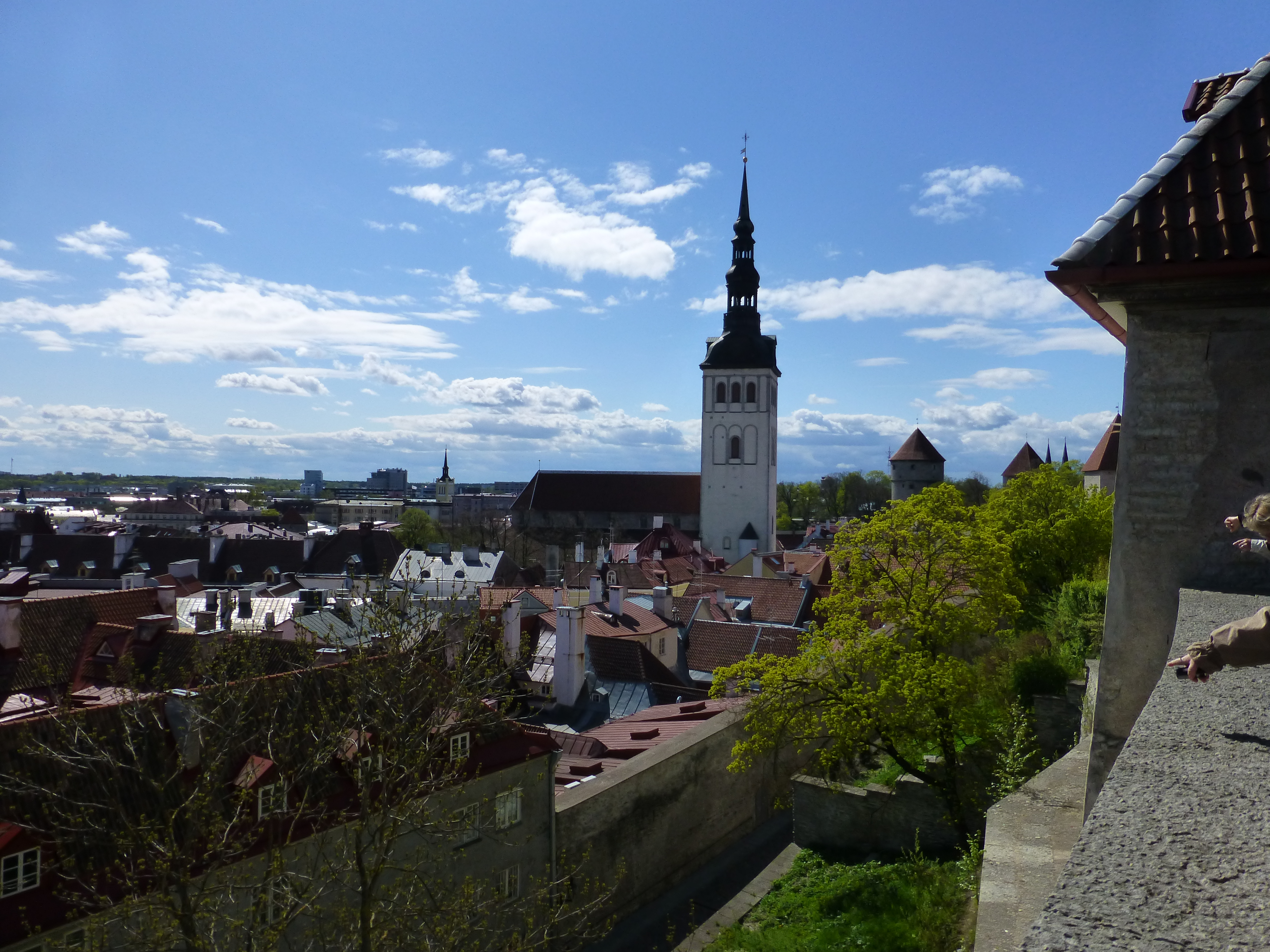
L'église Saint-Nicolas de Tallinn

Lors de sa captivité suédoise, le duc est maintenu en détention stricte, sans armes et toujours sous escorte.
Il meurt le 20 janvier 1702 à Tallinn. Puisqu'il est criblé de dettes, ses créanciers interdisent l'inhumation du corps : la dépouille du duc gît dans le sous-sol de l'église Saint-Nicolas de Tallinn, où elle se momifie.
En 1819, le gouverneur général Filippo Paulucci ordonne qu'elle soit recouverte d'un couvercle de verre et placée sur un catafalque dans une des chapelles de l'église. Sans sépulture, le corps a reposé pendant 190 ans et a fait l'objet de la curiosité de nombreux voyageurs : la momie a été vue notamment par Piotr Viazemski ou Anton Delvig. Les prêteurs percevaient une redevance auprès des curieux, qui servait à rembourser les dettes du défunt.
En 1870, le gouverneur général Mikhaïl Chakhovskoï (ru) décide de mettre fin à cette disgrâce, et sur sa proposition, l'empereur Alexandre II ordonne d'enterrer le duc de Croÿ discrètement. Toutefois, le maréchal ne sera enterré que 27 ans plus tard, le 15 janvier 1897. Le corps est placé dans un nouveau cercueil et descendu dans une crypte aménagée dans la même église Saint-Nicolas.

## Hommages
L'écrivain Astolphe de Custine mentionne cet épisode dans sa lettre VI de La Russie en 1839.
L'écrivain Piotr Viazemski, qui se rend régulièrement à Reval au début des années 1840, fait allusion à Charles Eugène de Croy dans son poème intitulé Nuit à Reval (en russe : Ночь в Ревеле).
L'histoire de sa vie, romancée, a été écrite par l'écrivain allemand Werner Bergengruen dans son recueil de nouvelles Der Tod von Reval. Kuriose Geschichten aus einer alten Stadt (La mort de Reval. Contes curieux d'une vieille ville), paru en 1939.
L'histoire du duc est également racontée par Alexandre Dumas dans son Voyage en Russie, chapitre « En mer ».